# Сиги (мифология)
Сиги — в скандинавской мифологии является родоначальником линии Вёльсунгов. В саге о Вёльсунгах он упоминается как один из сыновей Одина. Он также указан среди сыновей Одина в Нафнаулуре. У него был сын по имени Рери.
Он был объявлен вне закона за убийство раба, который превзошел его в охоте. С помощью своего отца Одина Сиги бежал со своей земли и руководил набегами, успешными настолько, что в результате он стал королем Гунналанда, страны, относящееся как к территориям франков, также известных как гугоны или хуги, так и к территориям гуннов. В старости он был убит братьями жены, захватившими его королевство. Его сын Рери отомстил за него.
Сиги также упоминается в прологе Младшей Эдды, где говорится, что он правил Фракландом (землей франков): «Третьего сына Одина зовут Сиги, отца Рери. Он правил тем, что сейчас называется Франкландией, от него происходит род, известный как Вёльсунги.